# Джордж Фельдман
Джордж Фельдман (англ. George Feldman; 2 грудня 1906 — 2 грудня 2018) — американський довгожитель, вік якого підтверджено Групою LongeviQuest (LQ). На момент смерті він був другим найстарішим чоловіком в США, після Річарда Овертона з Техасу. Також він на момент своєї смерті входив в топ 40 найстаріших чоловіків у світі, помер у віці 112 років, 0 днів.

## Біографія
Джордж Фельдман народився 2 грудня 1906 року, в Брукліні, штат Нью-Йорк, США. Його батьки переїхали до Нью-Йорка з Російської імперії.
У 1937 році одружився у друге з Хелен Фельдман у пари було 3 дітей та 2 дітей від першого шлюбу.
У 1950—1960 роках працював Директором Long Island Mortgage Company.
Протягом свого життя, він багато працював, продавцем меблів і бухгалтером.
2 грудня 2016 року, він відсвяткував свій 110-й день народження в North Shore Towers and Country Club.
Джордж Фельдман помер у Квінсі, Нью-Йорк, США, 2 грудня 2018 року, у свій 112-й день народження. На той час він мав 7 внуків і 12 правнуків. Він є найстарішим відомим чоловіком, який коли-небудь народився в штаті Нью-Йорк.